# Julianne Christie
Julianne „Jules“ L. Christie (* 9. April 1966 im US-Bundesstaat Washington als Julie Christie) ist eine amerikanische Schauspielerin.

## Leben
Julie Christie, die von ihren Eltern nach der britischen Schauspielerin Julie Christie benannt wurde, wuchs als eine von sechs Töchtern in der Nähe von Kenmore auf. Schon in der Grundschule schrieb sie Stücke und spielte sie für das Theater. In ihrer Jugend war sie als Jazzmusikerin tätig und trat sie in Musicals an der von ihr besuchten Inglemoor High School auf. Im Alter von achtzehn Jahren entschied sie sich für eine Karriere als Schauspielerin. Sie studierte an der American Academy of Dramatic Arts, Los Angeles und ging dann nach Hollywood, wo sie ihren Namen in Julianne Christie umändern ließ.
Sie spielte 1992 in Les Mayfields Filmkomödie Steinzeit Junior. Nach einigen weiteren Auftritten in verschiedenen Film- und Fernsehproduktionen, trat sie 1996 als Detective Corinne O’Boyle in der kurzlebigen Sitcom Public Morals – Die Rotlicht-Cops in Erscheinung. Es folgten zahlreiche weitere Film- und Serienauftritte, so etwa in den beiden Polizeiserien New York Cops – NYPD Blue (1993, 1998) und Nash Bridges (1996, 1999). Im Star-Trek-Universum spielte sie 2001 Neelix’ Geliebte Dexa in der Folge Eine Heimstätte von Star Trek: Raumschiff Voyager und in der Folge In guter Hoffnung von Star Trek: Enterprise die Ah’Len, eine Außerirdische, die sich mit Commander Tucker zu einem Rendezvous verabredet, das bei diesem, für eine für menschliche Männer unerwartete Schwangerschaft sorgt. In J. Randall Argues 2002 erschienener Komödie Shoot or Be Shot verkörperte sie an der Seite von William Shatner die Heidi bzw. Fiona. 2012 war sie als Jennifer Cameo in Sue Corcorans Komödie Ira Finkelstein’s Christmas zu sehen. Für ihre Rolle Ma Jones in dem Science-Fiction-Horrorfilm Phoenix Run erhielt sie 2016 auf dem Vancouver Webfest eine Nominierung als beste Schauspielerin.
Christie hat eine Tochter und ist neben ihrer Arbeit vor der Kamera auch auf der Bühne sowie als Schauspiellehrerin aktiv.

## Filmografie (Auswahl)

### Filme
- 1992: Steinzeit Junior (Encino Man)
- 1993: Street Angels
- 1994: Was ist Pat? (It’s Pat)
- 1996: Der verrückte Professor (The Nutty Professor)
- 1997: Legal Deceit
- 1998: Eine betrügerische Hochzeit (Chance of a Lifetime, Fernsehfilm)
- 2000: Bounce – Eine Chance für die Liebe (Bounce)
- 2002: Shoot or Be Shot
- 2011: Jenny (Kurzfilm)
- 2011: In the Pines (Kurzfilm)
- 2012: Switchmas
- 2012: Butcher’s Story (Kurzfilm)
- 2013: All Things Hidden (Kurzfilm)
- 2013: Stop Requested (Kurzfilm)
- 2013: All for Love (Kurzfilm)
- 2018: Trinity (Kurzfilm)
- 2024: Lucky the Bookkeeper (Kurzfilm)

### Fernsehserien
- 1993, 1998: New York Cops – NYPD Blue (NYPD Blue, 2 Folgen)
- 1995: Braten und Bräute (Platypus Man, eine Folge)
- 1996: Public Morals – Die Rotlicht-Cops (Public Morals, 13 Folgen)
- 1996, 1999: Nash Bridges (2 Folgen)
- 1997: The Naked Truth (eine Folge)
- 1997: Diagnose: Mord (Diagnosis Murder, eine Folge)
- 1997: Burning Zone – Expedition Killervirus (The Burning Zone, eine Folge)
- 1997: Murder One (eine Folge)
- 1997: Der Mann an sich … (Men Behaving Badly, eine Folge)
- 1997: Fast wie Zuhause (Union Square, eine Folge)
- 1997: Die Schnüffler von Beverly Hills (Total Security, Pilot)
- 1997: Murder One: Diary of a Serial Killer (Miniserie, 6 Folgen)
- 1998: Viper (eine Folge)
- 1998: Dead Man’s Gun (eine Folge)
- 1998: Conrad Bloom (eine Folge)
- 1998: New York-Underground (DiResta, eine Folge)
- 2000: Normal, Ohio (eine Folge)
- 2001: Providence (eine Folge)
- 2001: Bailey’s Mistake (Fernsehfilmreihe)
- 2001: Star Trek: Raumschiff Voyager (Star Trek: Voyager, eine Folge)
- 2001: Star Trek: Enterprise (Enterprise, eine Folge)
- 2004: Smallville (eine Folge)
- 2004: Dead Like Me – So gut wie tot (Dead Like Me, eine Folge)
- 2013: Grimm (eine Folge)
- 2016: Lucifer (eine Folge)
- 2017: Imposters (eine Folge)
- 2018: The Flash (eine Folge)
- 2023: Joe Pickett (vier Folgen)

## Auszeichnungen und Nominierungen
- 2016: Vancouver-Webfest-Nominierung als beste Schauspielerin für Phoenix Run